# Patellapis zaleuca
Patellapis zaleuca är en biart som först beskrevs av Cockerell 1937.  Patellapis zaleuca ingår i släktet Patellapis och familjen vägbin. Inga underarter finns listade i Catalogue of Life.